# Armando Galarraga
Armando Antonio Galarraga (Cumaná, Sucre, 15 de enero de 1982) es un lanzador de béisbol profesional venezolano que juega para el equipo profesional de los Colorado Rockies. Hizo su debut en Grandes Ligas de Béisbol con los Texas Rangers el 15 de septiembre de 2007.
El 2 de junio de 2010, mientras jugaba para los Detroit Tigers, fracasó en su intento de obtener un juego perfecto por una decisión incorrecta del umpire Jim Joyce en la parte alta de la novena entrada con dos outs.
En Venezuela, forma parte de los Leones del Caracas, equipo con el que ha jugado siete temporadas y acumula una efectividad de 4.93.
Tras unas temporadas en el béisbol asiático (Taiwán), en la primavera de 2015, Galarraga se incorporó al equipo mexicano de los Pericos de Puebla.

## Carrera

### Texas Rangers
Originalmente firmó como agente libre con los Montreal Expos el 31 de octubre de 1998. Fue adquirido por los Texas Rangers proveniente de los Washington Nationals como parte de un trato que envió a Alfonso Soriano a los Nationals en 2005.
Hizo su debut en Grandes Ligas el 15 de septiembre de 2007 contra los Oakland Athletics. Entró al juego en la octava entrada, y lanzó una entrada sin carrera en contra. No permitió hits y dio una base por bolas.

### Detroit Tigers

#### 2008
El 5 de febrero de 2008, Galarraga fue cambiado a los Detroit Tigers por Michael Hernández, un jardinero, que había jugado la última temporada para los Erie SeaWolves de AA. Cuando el lesionado, Dontrelle Willis, bajó al equipo de ligas menores, Galarraga subió y obtuvo su primera victoria en Grandes Ligas el 16 de abril de 2008, en una victoria por 13–2 sobre los Cleveland Indians.
El 13 de junio de 2008, Galarraga lanzó siete entradas en blanco en una victoria 5–0 sobre Los Angeles Dodgers. Finalizó la campaña 2008 con una marca de 13–7, un promedio de carreras limpias permitidas de 3.73, y 126 ponches en 178⅔ entradas. Cuando los bateadores hacían hit a sus lanzamientos, solo lograban un promedio de bateo de bolas en juego (BABIP) de.237, el más bajo en Grandes Ligas. Galarraga lanzó sliders el 38.8% de las veces en 2008, más que cualquier otro pítcher abridor en las mayores.
Después de una buena temporada de novato, Galarraga terminó cuarto en la votación para el Novato del año de 2008 en la Liga Americana.

#### 2009
El 10 de abril de 2009, Galarraga lanzó el juego inaugural en Comerica Park. El mánager de los Tigers, Jim Leyland, dijo que Galarraga merecía lanzar el día inaugural después de haber tenido una impresionante temporada 2008. Los Tigers ganaron el juego 15–2, el cual incluyó un Grand Slam de Miguel Cabrera. El 29 de abril, previo a un juego contra los New York Yankees, Galarraga recibió el premio al novato del año de los Tigers de 2008 por parte de la Detroit Sports Broadcasters Association.
Estadísticamente, Galarraga no se acercó al éxito que consiguió en la temporada 2008. Su promedio de carreras limpias permitidas en 2009 estuvo en 5.64, y los bateadores le conectaron en un promedio de.284.

#### 2010
En siete entradas de trabajo en el campamento de entrenamiento de 2010, Galarraga permitió 9 carreras, 14 hits y 7 bases por bola. Eso dio pie a los Tigers para apuntarlo al equipo afiliado a los Tigers de Triple-A Toledo el 18 de marzo de 2010. Galarraga fue llamado para los Tigers en mayo de 2010 y fue puesto en la rotación de abridores. Tuvo un ERA de 4.50 hacia el 1 de junio. Galarraga fue mandado a Toledo el 6 de julio de 2010, pero el gerente general de los Tigers Dave Dombrowski dijo que regresaría el 20 de julio y abriría el juego contra Texas. El 19 de julio, los Tigers volvieron a llamar a Galarraga.

#### "El juego perfecto de 28 outs"
El 2 de junio de 2010, Galarraga lanzó 8⅔ entradas perfectas, pero el juego perfecto desapareció con el 27.º bateador después de que se marcó un infield hit. El novato Jason Donald conectó una rola al primera base Miguel Cabrera, quien lanzó la bola a Galarraga que salió a cubrir la primera base, pero el umpire de primera base Jim Joyce incorrectamente marcó "safe" en una jugada cerrada, lo que impidió conseguir el juego perfecto y el juego sin hit ni carrera. Galarraga retiró al siguiente bateador, y así completó un juego con un solo hit, aunque algunas personas en la prensa de los Tigers prefirieron llamarlo "el juego perfecto de 28 outs". Galarraga hizo 88 lanzamientos, 67 de ellos fueron strikes. Si hubiera completado el juego perfecto (83 lanzamientos), hubiera sido el número más bajo de lanzamientos hechos desde los 74 en el juego perfecto de Addie Joss en 1908, y el juego más corto desde el juego perfecto de Sandy Koufax en 1965. Hubiera sido el segundo juego perfecto en las Grandes Ligas en tan solo cuatro días, ya que Roy Halladay había lanzado uno con los Philadelphia Phillies el 29 de mayo, y el tercero en 24 días tomando en cuenta el que lanzó Dallas Braden de Oakland el 9 de mayo.
Joyce, que recibió tanto el como su familia amenazas de muerte por parte de fanáticos enfurecidos de Detroit por su fallo, presentó después una disculpa directa a Galarraga, diciendo que la marcación fue incorrecta. Galarraga aceptó el error con dignidad, diciendo posteriormente: "Nadie es perfecto". Los comentaristas apuntaron el manejo de la situación como un ejemplo de espíritu deportivo por ambas partes. Le fue obsequiada una "Medalla de la sensatez" por su respuesta razonada a la decisión de Joyce en el Rally to Restore Sanity and/or Fear.

### Arizona Diamondbacks
Durante la temporada baja 2010–11, Galarraga fue designado para asignación por los Tigers. El 24 de enero de 2011 fue enviado a los Arizona Diamondbacks a cambio de los lanzadores Kevin Eichhorn y Ryan Robowski.
El 17 de mayo de 2011 Galarraga fue designado para asignación y pasó el resto de la temporada con el equipo de AAA Reno Aces Después de la temporada 2011, se volvió agente libre.

### Baltimore Orioles
Firmó como agente libre de ligas menores con los Baltimore Orioles el 18 de enero de 2012. Los Orioles lo liberaron el 6 de abril.

### Houston Astros
Galarraga firmó un contrato de ligas menores como agente libre con los Houston Astros el 21 de mayo de 2012. Lanzó en 5 juegos para los Astros entre el 28 de julio y el 19 de agosto, y perdió 4 de ellos. Galarraga fue designado para asignación el 22 de agosto.

### Cincinnati Reds
Galarraga firmó un contrato de ligas menores con los Cincinnati Reds en enero de 2013.

### Colorado Rockies
Galarraga fue enviado a los Colorado Rockies en un intercambio por Parker Frazier el 15 de julio de 2013. Fue asignado al equipo afiliado de AAA Sky Sox.

### Pericos de Puebla
Galarraga es contratado por los Pericos de Puebla para la temporada 2015 a pesar de salir de una lesión en el brazo derecho, es activado el 23 de abril de 2015 lanzando en contra de Diablos Rojos del México

## Selección de Venezuela
Galarraga participó con la selección de béisbol de Venezuela en el Clásico Mundial de Béisbol 2009, y ganó el duelo de la segunda ronda contra Estados Unidos.